# Ša'al
Ša'al (hebrejsky שַׁעַל, podle akronymu hebrejské věty שב עם לאדמתו, „Šav am le-admato“ - „Lid se vrátil ke své zemi“, v oficiálním přepisu do angličtiny Sha'al) je izraelská osada a vesnice typumošav na Golanských výšinách v Oblastní radě Golan.

## Geografie
Nachází se v nadmořské výšce 775 metrů, cca 40 kilometrů severovýchodně od města Tiberias, cca 76 kilometrů severovýchodně od Haify a cca 145 kilometrů severovýchodně od centra Tel Avivu. Leží na náhorní planině v severní části Golanských výšin. Jižně od obce pramení vodní tok Nachal Chamdal.
Na dopravní síť Golanských výšin je napojena pomocí lokální silnice číslo 978.

## Dějiny
Ša'al leží na Golanských výšinách, které byly dobyty izraelskou armádou v roce 1967 a jsou od té doby cíleně osidlovány Izraelci. Tato obec byla založena v roce 1976 skupinou aktivistů z hnutí Cherut. Šlo o gesto v reakci na rezoluci srovnávající sionismus a rasismus, kterou krátce předtím přijala Organizace spojených národů. Z podobného popudu tehdy na Golanských výšinách vznikly ještě nové osady Odem, Ma'ale Gamla a Jonatan.
Ve zprávě z roku 1977 vypracované pro Senát Spojených států amerických se počet obyvatel v této osadě odhadoval na 50. Osadníci zde prý právě zřizovali pozemky na pěstování zeleniny. Osadnické jádro tehdy po několik let provizorně sídlilo v lokalitě Merkaz ha-Golan poblíž křižovatky Comet Dalijot (צומת דליות), která leží nedaleko osady Chispin. Do nynějšího místa poblíž pahorku Tel Šiban (תל שיבאן) se osada přestěhovala až v roce 1980.
Ekonomika je založena na zemědělství (rostlinná i živočišná výroba) a turistice. V Ša'al nejsou školní zařízení. Předškolní péče je k dispozici v nedalekých osadách El Rom a Kela Alon, základní škola v Merom Golan. Střední školství je k dispozici ve městě Kacrin.

## Demografie
Ša'al je osadou se sekulárním obyvatelstvem. Jde o menší sídlo vesnického typu s dlouhodobě stagnující populací. K 31. prosinci 2014 zde žilo 232 lidí. Během roku 2014 stoupla populace o 4,5 %.
| Rok            | 1983 | 1995 | 1999 | 2000 | 2001 | 2003 | 2004 | 2005 | 2006 | 2007 | 2008 | 2009 | 2010 | 2011 | 2012 | 2013 | 2014 |
| -------------- | ---- | ---- | ---- | ---- | ---- | ---- | ---- | ---- | ---- | ---- | ---- | ---- | ---- | ---- | ---- | ---- | ---- |
| Počet obyvatel | 71   | 168  | 206  | 216  | 222  | 230  | 230  | 229  | 230  | 225  | 230  | 188  | 196  | 198  | 203  | 222  | 232  |